# Dirk II.
Dirk II. (ali Diederik II.) (ok. 932 - Egmond, 6. maj 988) je bil frizijski grof (comes Fresonum) iz 10. stoletja, ki je med letoma 965 in 988 dejansko vladal grofiji Zahodna Frizija, ki je pokrivala celotno obalno območje med Oosterschelde in Vlie in je bilo sestavljeno iz okrožij: Masaland, Kinhem in Texla. Formalni fevd je pripadal utrechtskemu škofu. V preteklosti se je domnevalo, da je bil Dirk II. sin Dirka I. Danes se domneva, da je bil sin sina Dirka I., ki se imenuje tudi Dirk I. bis, in Gerberge Hamalandske.

## Družina
Potem ko je bil grof Dirk I. ubit leta 939, je bil njegov sin Dirk II. vzgojen pod zaščito svojih bodočih tastov, verjetno v skupnosti opatije svetega Petra v Gentu. Dirk je bil leta 941 priča pri reformi opatije. Leta 938 se je takrat zelo mlad Dirk II. zaročil s Hildegardo Flandrijsko, hčerko flamskega grofa Arnulfa I. in Aleidis Vermandoiške. Pri dvanajstih letih je veljal za odraslega. Poroka je sledila okrog leta 950. Hildegarda je bila takrat stara dvanajst let, Dirk pa okoli dvajset. V Rimani Kroniki Holandije Melisa Stokea lahko beremo: Dese Dideric good ende wert had a wife name Hildegaert ('ta dobri in zali Diederic je imel ženo po imenu Hildegard').
V zakonu so se jima rodili najmanj trije otroci:
- sin Arnulf (Gent 951 - 993), imenovan tudi Arnulf Gandensis, ki je postal njegov naslednik
- sin Egbert (952 - 994), trierski nadškof
- hči Erlindis (953 - 1012)
- verjetno neznana hči, ki se je poročila z grofom Everhardom Tournaiskim.

Po smrti svojega tasta Arnulfa 27. marca 965 je Dirk II. nekaj časa deloval kot skrbnik mladoletnega naslednika Arnulfa II. Flandrijskega.

## Zgodovina

### Evangelarij
15. junija 950 je Dirk II. je bila dograjena kamnita samostanska cerkev v Egmondu v počastitev ponovnega pogreba svetega Adelberta. S kamnitim je bil nadomeščen leseni samostan, ki ga je Dirk I. zgradil za nune. Gradnja se je začela v šestdesetih letih 10. stoletja in je bila dokončana leta 975. Dirk je prve menihe pripeljal iz reformirane opatije svetega Petra v Gentu. Verjetno je ob posvetitvi te cerkve podaril Egmondski Evangelarij. To je danes eden od najpomembnejših kulturnozgodovinskih objektov iz zgodnjega srednjega veka na Nizozemskem. Rokopis iz devetega stoletja je pridobil okoli leta 975 in vsebuje besedilo štirih evangelijev. Dirk in Hildegarda sta upodobljena na dveh miniaturah, ki ju je Dirk za to priložnost dodal knjigi. Po mnenju nekaterih piscev so miniature delo njunega sina Egberta. Besedilo na eni izmed miniatur se v prevodu glasi: »To knjigo sta dala Dirk in njegova ljubljena žena Hildegarda milostljivemu očetu Adalbertu, da bi se ju po pravici spominjal za vse večne čase.« Evangeliji so zdaj v zbirki Kraljeve knjižnice v Haagu.

### Upravljanje
Dirk II. je od leta 965 upravljal grofovski grad in grofijo Gent, ko se je njegov svak Wichman IV. odrekel tem funkcijam. Leta 972 je Dirk na stroške utrechtskega škofa pridobil posest okoli Rijnsburga blizu Leidna. Med prebivalstvom se je pojavil odpor proti tej vladavini. To je vodilo do tega, da je moral Dirk II. zatreti upor Frizijcev.  Tri leta pozneje so na mestu zmage postavili kapelo.

Dirk je moral leta 981 poslati svojega sina Arnulfa z dvanajstimi oklepnimi konjeniki, da so spremljal nemškega cesarja Otona II. na njegovi poti v Italijo. Njegov mlajši sin Egbert se je izobraževal pri kölnskem nadškofu Brunu, bratu cesarja Otona I. Leta 976 je postal kancler in leto kasneje, pri približno petindvajsetih letih, je bil Egbert nadškof v Trierju.
Po smrti Otona II. 7. decembra 983 se je začel boj za prestol. Ko sta Egbert in njegov oče končno prepoznala Otona III ., je bil Dirk II. nagrajen. 25. avgusta 985 je Dirk od kralja Otona III. prejel brezplačno lastništvo svojih fevdov v Masalandu (med Lier-jem in IJsselom), Kennemerlandu in na Texelu. Dva meseca prej, 26. junija, je grof Ansfried od kralja že pridobil nedoločena območja - que vocantur Inferior Maselant - v Maaslandu.
Dirk II. umrl 6. maja 988, star okoli oseminpetdeset let. Dirk II., Hildegarda, Arnulf in Erlindis so bili pokopani Opatiji Egmond.